# Умм-Дубайб
Умм-Дубайб (англ. Umm Dubayb, араб. أم ضبيب) — поселення в Сирії, що складає невеличку друзьку общину в нохії Шахба, яка входить до складу однойменної мінтаки Шахба в південній сирійській мухафазі Ас-Сувейда.